# Любешка
Любе́шка — село в Україні, у Львівському районі Львівської області. Населення становить 710 осіб. Орган місцевого самоврядування — Бібрська міська рада.

### Історія
Вперше Любешка згадується у розмежуванні, проведеному 24 квітня 1422 року між королівськими (Стоки та Любешка) та шляхетськими селами (Стрілки, Свірж, Глібовичі і Тучне).